# Batalhas econômicas italianas
As batalhas econômicas italianas foram uma série de políticas econômicas levadas a cabo pelo  Partido Nacional Fascista na Itália durante as décadas de 1920 e 1930. Elas foram projetadas para tornar a Itália uma grande potência, reivindicando terras, com ênfase em produtos caseiros, aumentando nascimentos e ter uma moeda forte.

## Batalhas
- Batalha pelo trigo: iniciada em 1925; teve como objetivo aumentar a produção de pão e cereais na Itália para reduzir a necessidade de importações.[2]
- Batalha pela Lira: 1926; pretendia reduzir a inflação e fixar a lira em £ 90, demonstrando o poder da lira e da Itália.
- Batalha pela Terra: visa limpar os pântanos e torná-los aptos para a agricultura, bem como recuperar terras e reduzir os riscos para a saúde.
- Batalha pelos nascimentos: focada na criação de uma população maior, incentivando as mulheres a ter mais filhos, com incentivos especiais para aquelas com cinco ou mais.